# Anselm von Lüttich
Anselm von Lüttich (* ca. 1008 im Kölner Raum; † nach dem 3. März 1056 in Lüttich) war ein Chronist des 11. Jahrhunderts des Hochstifts Lüttich.

## Leben
Anselm war Sohn einer Adelsfamilie aus dem Kölner Raum. Durch den Abt Poppo von Stablo kam er nach Lüttich und wurde im Jahr 1041 Kanoniker der Lambertuskathedrale. Unter Bischof Wazo wurde er Dekan. Mit dessen Nachfolger Dietwin war er 1053/1054 in Rom. Auf Anraten seiner Patin Ida, die Äbtissin (Amtszeit 1047–1074) des Damenstifts St. Cäcilien in Köln war, schrieb er die Gesta episcoporum Tungrensium, Traiectensium et Leodiensium (Die Taten der Bischöfe von Tongern, Maastricht und Lüttich). Mit dem Werk hatte er vor 1053 begonnen und widmete es 1056 Anno II. zu dessen Inthronisation (Amtseinführung) als Bischof von Köln.
Seine Chronik (Gesta) umfasst die Jahre von ca. 661 bis 1048, und damit die Bischöfe von Remaclus bis zu Bischof Wazo. Wazo widmete er eine besonders vollständige und detaillierte Darstellung. Die gesamte Chronik gilt sowohl formal als auch inhaltlich als eine der besten historiografischen Leistungen seiner Zeit. Das Werk blieb unvollendet und wurde nach seinem Tod von einem Unbekannten herausgegeben.
Die neueste Ausgabe der Gesta ist in Monumenta Germaniae Historica veröffentlicht.
Bei der Chronik (Gesta) handelt es sich um eine Fortsetzung eines von Heriger von Lobbes begonnenen Werkes. Dieser hatte die ersten Bischöfe von Maternus bis Remaclus beschrieben, wobei seine Liste der Bischöfe wohl eher inhaltlich wertlos ist. Seine Liste von Maternus bis Remaclus umfasst 27 Bischöfe: zehn Bischöfe (Maternus bis Servatius) für die Zeit, als der Bischofssitz in Tongeren war, und 18 Bischöfe (Servatius bis Hubertus) für die Zeit in Maastricht.